# حكاية العمالقة
حكاية العمالقة مسلسل رسوم متحركة أمريكي من إنتاج شركتي حنا وباربيرا وهاسبرو . تم عرض المسلسل لأول مره في 29 أكتوبر 1984 واستمر حتى 16 سبتمبر 1985 . وتمت دبلجة المسلسل للعربية بواسطة إستديو سماهر في القاهرة.

## روابط خارجية
- Challenge of The Gobots: The Original Miniseries at وارنر برذرز.com
- حكاية العمالقة على موقع IMDb (الإنجليزية)
- حكاية العمالقة على موقع كينوبويسك (الروسية)
- حكاية العمالقة على موقع ألو سيني (الفرنسية)
- حكاية العمالقة على موقع قاعدة بيانات الفيلم (الإنجليزية)